# ナジャフ
ナジャフ（アラビア語: نجف Najaf）あるいはアン＝ナジャフ（アラビア語: النجف al-Najaf）は、イラク中南部の都市。

## 歴史
ナジャフは、バグダードのおよそ160km南、ユーフラテス川の西岸に位置する。2014年の人口は1,389,500人。第4代カリフでシーア派の初代イマームであるアリーの墓廟がある。
ナジャフの墓廟はアッバース朝カリフのハールーン・アッ＝ラシードによって8世紀末頃に建設され、アリーの墓所としてスンナ派、シーア派を問わず尊崇を集めた。特にアリーを初代イマームとみなすシーア派の人々にとっては聖地として重要な巡礼地とみなされる。
18世紀頃からシーア派の多数派である十二イマーム派の高位法学者が数多く居住するようになり、イラクにおける十二イマーム派の中心都市に発展するとともに、イランなど遠隔地に住む十二イマーム派の信徒を留学生や巡礼者として集めるようになり、イスラム世界全体を見渡してもマッカ（メッカ）、マディーナ（メディナ）に次いで巡礼者を集める国際都市へと成長した。
2018年イラク議会選挙では世俗主義のイラク共産党とシーア派イスラム主義者で有名なムクタダー・アッ＝サドルを共同代表とする政党連合改革への同盟がイラク議会第一党に躍進し、宗教的には最も保守的とされるナジャフで共産党が勝利したことは注目された。